# Lubuk Sakai
Lubuk Sakai is een bestuurslaag in het regentschap Kampar van de provincie Riau, Indonesië. Lubuk Sakai telt 1860 inwoners (volkstelling 2010).